# Seznam polkov po zaporednih številkah (950. - 999.)
Seznam polkov po zaporednih številkah - polki od 950. do 999.

## 950. polk
Pehotni
- 950. pehotni polk (Wehrmacht)

Artilerijski
- 950. raketni artilerijski polk (Ruska federacija)

## 951. polk
Pehotni
- 951. grenadirski polk (Wehrmacht)

Raketni
- 951. obalnoobrambni raketni polk (Ruska federacija)

## 952. polk
Pehotni
- 952. grenadirski polk (Wehrmacht)

Artilerijski
- 952. samovozni artilerijski polk (ZSSR)

## 953. polk
Pehotni
- 953. grenadirski polk (Wehrmacht)

Letalski
- 953. bombniški polk (Belorusija)

## 954. polk
Pehotni
- 954. grenadirski polk (Wehrmacht)
- 954. strelski polk (ZSSR)

Letalski
- 954. helikopterski polk (Vietnam)

## 956. polk
Pehotni
- 956. grenadirski polk (Wehrmacht)
- 956. strelski polk (ZSSR)
- 956. polk (Kitajska)

Marinski
- 956. samostojni pomorskopehotni polk (Severna Koreja)

## 957. polk
Pehotni
- 957. grenadirski polk (Wehrmacht)

Artilerijski
- 957. samovozni artilerijski polk (ZSSR)

## 958. polk
Pehotni
- 958. grenadirski polk (Wehrmacht)

Artilerijski
- 958. artilerijski polk (Wehrmacht)

## 959. polk
Pehotni
- 959. artilerijski polk (Wehrmacht)

Artilerijski
- 959. grenadirski polk (Wehrmacht)

## 960. polk
Lovski
- 960. lovski letalski polk (ZSSR)
- 960. lovski letalski polk (Ruska federacija)

## 961. polk
Pehotni
- 961. strelski polk (Wehrmacht)

Artilerijski
- 961. artilerijski polk (Wehrmacht)

## 962. polk
Pehotni
- 962. strelski polk (Wehrmacht)

Artilerijski
- 962. artilerijski polk (Wehrmacht)

## 963. polk
Pehotni
- 963. strelski polk (Wehrmacht)

Lovski
- 963. jurišni šolski letalski polk (Ruska federacija)

## 964. polk
Artilerijski
- 964. artilerijski polk (Wehrmacht)

Letalski
- 964. lovski letalski polk (ZSSR)

## 965. polk
Pehotni
- 956. trdnjavski polk (Wehrmacht)

Letalski
- 965. lovski letalski polk (ZSSR)

## 966. polk
Artilerijski
- 966. šolski artilerijski polk (ZSSR)
- 966. šolski samovozni artilerijski polk (Ruska federacija)

## 967. polk
Pehotni
- 967. polk (Afganistan)

Letalski
- 967. jurišni letalski polk (ZSSR)

## 968. polk
Artilerijski
- 968. artilerijski polk (ZSSR)

Letalski
- 968. raziskovalni lovski polk (Ruska federacija)

## 971. polk
Pehotni
- 971. grenadirski polk (Wehrmacht)

Artilerijski
- 971. obalni artilerijski polk kopenske vojske (Wehrmacht)

## 972. polk
Pehotni
- 972. grenadirski polk (Wehrmacht)

Artilerijski
- 972. obalni artilerijski polk kopenske vojske (Wehrmacht)

## 973. polk
Pehotni
- 973. grenadirski polk (Wehrmacht)

Artilerijski
- 973. obalni artilerijski polk kopenske vojske (Wehrmacht)

## 974. polk
Pehotni
- 974. grenadirski polk (Wehrmacht)

Artilerijski
- 974. obalni artilerijski polk kopenske vojske (Wehrmacht)

## 975. polk
Pehotni
- 975. grenadirski polk (Wehrmacht)

Artilerijski
- 975. obalni artilerijski polk kopenske vojske (Wehrmacht)

## 976. polk
Pehotni
- 976. grenadirski polk (Wehrmacht)

Artilerijski
- 976. obalni artilerijski polk kopenske vojske (Wehrmacht)

## 977. polk
Pehotni
- 977. grenadirski polk (Wehrmacht)

Artilerijski
- 977. obalni artilerijski polk kopenske vojske (Wehrmacht)

## 978. polk
Pehotni
- 978. grenadirski polk (Wehrmacht)

Artilerijski
- 978. obalni artilerijski polk kopenske vojske (Wehrmacht)

## 979. polk
Pehotni
- 979. grenadirski polk (Wehrmacht)

Artilerijski
- 979. obalni artilerijski polk kopenske vojske (Wehrmacht)

## 980. polk
Pehotni
- 980. grenadirski polk (Wehrmacht)

Artilerijski
- 980. obalni artilerijski polk kopenske vojske (Wehrmacht)

## 981. polk
Pehotni
- 981. grenadirski polk (Wehrmacht)

Artilerijski
- 981. obalni artilerijski polk kopenske vojske (Wehrmacht)

## 983. polk
Pehotni
- 983. grenadirski polk (Wehrmacht)

Artilerijski
- 983. obalni artilerijski polk kopenske vojske (Wehrmacht)

## 984. polk
Pehotni
- 984. grenadirski polk (Wehrmacht)

Protioklepni
- 984. protitankovski polk (Belorusija)

## 985. polk
Pehotni
- 985. grenadirski polk (Wehrmacht)
- 985. strelski polk (ZSSR)

Artilerijski
- 985. protitankovski artilerijski polk (Ukrajina)

## 986. polk
Pehotni
- 986. grenadirski polk (Wehrmacht)

Letalski
- 986. lovski letalski polk (ZSSR)

## 987. polk
Pehotni
- 987. grenadirski polk (Wehrmacht)

Letalski
- 987. pomorski zračnoizvidniški polk (Ruska federacija)

## 988. polk
Pehotni
- 988. grenadirski polk (Wehrmacht)

Zračnoobrambni
- 988. protiletalski polk (ZSSR)

## 989. polk
Pehotni
- 989. grenadirski polk (Wehrmacht)

Artilerijski
- 989. samovozni artilerijski polk (Ruska federacija)

## 990. polk
Pehotni
- 990. grenadirski polk (Wehrmacht)

Zračnoobrambni
- 990. protiletalski artilerijski polk (ZSSR)

## 991. polk
Pehotni
- 991. grenadirski polk (Wehrmacht)

Artilerijski
- 991. samovozni artilerijski polk (ZSSR)

## 992. polk
Pehotni
- 992. grenadirski polk (Wehrmacht)

Artilerijski
- 992. samovozni artilerijski polk (Ruska federacija)

## 993. polk
Pehotni
- 993. grenadirski polk (Wehrmacht)

Zračnoobrambni
- 993. protiletalski polk (ZSSR)

## 994. polk
Pehotni
- 994. grenadirski polk (Wehrmacht)

Letalski
- 994. lahki bombniški letalski polk (ZSSR)

## 998. polk
Artilerijski
- 998. samovozni artilerijski polk (Ruska federacija)

Zračnoobrambni
- 998. protiletalski artilerijski polk (Ruska federacija)

## 999. polk
Oklepni/Tankovski
- 999. polk samovoznih topov (ZSSR)

Artilerijski
- 999. artilerijski polk (Wehrmacht)

Letalski
- 999. lovski letalski polk (ZSSR)